# Ammodramus
Ammodramus – rodzaj ptaków z rodziny pasówek (Passerellidae).

## Występowanie
Rodzaj obejmuje gatunki występujące w Ameryce.

## Morfologia
Długość ciała 12–13 cm; masa ciała 13–28,4 g.

## Systematyka

### Etymologia
Ammodramus: gr. αμμος ammos – „piasek”; -δρομος -dromos – „biegacz”, od τρεχω trekhō – „biegać”.

### Podział systematyczny
Do rodzaju należą następujące gatunki:
- Ammodramus savannarum (J.F. Gmelin, 1789) – preriówek plamisty
- Ammodramus humeralis (Bosc, 1792) – preriówek białobrody
- Ammodramus aurifrons (von Spix, 1825) – preriówek żółtolicy